# Fernanda Gattinoni
Fernanda Gattinoni (Cocquio-Trevisago, 20 décembre 1906 - Rome, 26 novembre 2002) est une créatrice de mode italienne.

## Biographie
Née à Cocquio-Trevisago, dans la province de Varèse, elle s'installe à Londres dans les années 1920 pour parfaire son intérêt pour la création de robes sartoriales. Vers la fin de la décennie, l'actrice américaine Ina Claire l'invite à présenter sa collection de mode. Lors de son séjour à Paris, elle rencontre Coco Chanel, qui la convainc de collaborer avec son atelier.
En 1930, elle retourne en Italie, où elle commence à collaborer avec la société milanaise Sartoria Ventura, dont elle devient la directrice du style.
Après avoir passé la Seconde Guerre mondiale dans la capitale lombarde, elle s'est installée à Rome, où elle a fondé la maison de couture du même nom. En 1946, elle ouvre son premier atelier de haute couture dans la Via Marche 72, avant de déménager en 1965 dans la Via Toscana, siège actuel de la maison de couture. Sa proximité avec l'ambassade américaine a permis à la première femme à occuper le poste d'ambassadeur des États-Unis d'Amérique, Claire Boothe Luce, de figurer parmi ses clients réguliers.
Dans le milieu cinématographique de la capitale, Fernanda Gattinoni a collaboré avec certains des plus grands réalisateurs de l'époque, habillant des actrices comme Audrey Hepburn, Anna Magnani, Ava Gardner et Ingrid Bergman. En 1956, elle réalise les costumes conçus par Maria De Matteis pour le film Guerre et Paix de King Vidor. Vittorio Gallo a réalisé le film documentaire Sete e Velluti (Soies et velours) pour Astra Cinematografica sur la mode italienne des années 1950 dans les ateliers romains des maisons de couture Ferdinandi, Gattinoni et Garnett.
Margaret du Royaume-Uni, en 1961, provoque un scandale en portant des robes Gattinoni au palais de Buckingham : l'étiquette de la cour interdisait aux altesses royales de porter des robes créées par des stylistes étrangers.
Au milieu des années 1950, elle lance une ligne de prêt-à-porter, Gattinoni Sport, et, à partir des années 1970, elle est rejointe par son fils Raniero.
En 2014, la municipalité de Rome donne son nom à un jardin de la capitale.

## Archives
Les archives de Gattinoni Due ont été déclarées "d'un intérêt historique particulièrement important" par la Surintendance des archives du Latium en 2009. Il s'agit d'une documentation produite des années 1930 à nos jours, composée de dessins, de vêtements, d'accessoires, de broderies et de tailleurs, de revues de presse et de photographies.